# Kenyaconger heemstrai
Kenyaconger heemstrai is een straalvinnige vissensoort uit de familie van zeepalingen (Congridae). De wetenschappelijke naam van de soort is voor het eerst geldig gepubliceerd in 2003 door Smith & Karmovskaya.